# 2013年カンボジア国民議会選挙
2013年カンボジア国民議会選挙（2013ねんカンボジアこくみんぎかいせんきょ、クメール語: ការបោះឆ្នោតជ្រើសតាំងតំណាងរាស្ត្រ នីតិកាលទី៥ ឆ្នាំ២០១៣）は、カンボジア王国における立法府下院である国民議会を構成する123議員を改選するための選挙で、2013年7月28日に投票が行われた。

## 概要
国民議会議員の任期5年が満了したことに伴って行われた選挙で八つの政党が参加した。圧倒的強さを誇るフン・セン首相与党であるカンボジア人民党（以下、人民党）に対し、サム・ランシー率いるサム・ランシー党と人権活動家ケム・ソカー率いる人権党が合同して結成されたカンボジア救国党（以下、救国党）が何処まで躍進できるかが焦点となった。

## 基礎データ
- 選挙事由：国民議会議員の任期満了
- 有権者：満18歳以上のカンボジア国民
- 被選挙権者；満25歳以上のカンボジア国民
- 議員定数：123議席
- 選挙制度：比例代表制（拘束名簿式）
- 選挙区：24選挙区

## 選挙結果
|                                   |                          |        |      |           |        |
| 政党                              | 政党                     | 議席数 | 増減 | 得票数    | 得票率 |
|                                   | カンボジア人民党         | 68     | 22   | 3,235,969 | 48.83% |
|                                   | カンボジア救国党         | 55     | 26   | 2,946,176 | 44.46% |
|                                   | フンシンペック           | 0      | 2    | 242,413   | 3.66%  |
|                                   | 民主主義同盟党           | 0      | ± 0  | 68,389    | 1.03%  |
|                                   | クメール反貧困党         | 0      | ± 0  | 43,222    | 0.65%  |
|                                   | カンボジア国家党         | 0      | 新党 | 38,123    | 0.58%  |
|                                   | 共和民主党               | 0      | 新党 | 33,715    | 0.51%  |
|                                   | クメール経済開発党       | 0      | 新党 | 19,152    | 0.29%  |
|                                   |                          |        |      |           |        |
| 総計                              | 総計                     | 123    | ± 0  | 6,627,159 | 100.0% |
|                                   |                          |        |      |           |        |
| 有効投票数（有効率）              | 有効投票数（有効率）     | -      | -    | 6,627,159 | 98.40% |
| 無効票・白票数（無効率）          | 無効票・白票数（無効率） | -      | -    | 108,085   | 1.60%  |
|                                   |                          |        |      |           |        |
| 投票総数（投票率）                | 投票総数（投票率）       | -      | -    | 6,735,244 | 69.61% |
| 棄権者数（棄権率）                | 棄権者数（棄権率）       | -      | -    | 2,940,209 | 30.39% |
|                                   |                          |        |      |           |        |
| 有権者数                          | 有権者数                 | -      | -    | 9,675,453 | 100.0% |
| 出典：National Election Committee |                          |        |      |           |        |

人民党は党独自集計の結果、過半数を上回る68議席を獲得したとして勝利を宣言したが、前回選挙で得た90議席から大幅に後退する結果となった。一方、救国党は長期政権に起因する政治腐敗や経済格差是正を訴え、都市部の若年層を中心に支持を拡大し、55議席程度を得る見込みとなり、前回選挙でサム・ランシー党と人権党が得た29議席から大幅に躍進した。この結果について救国党のサム・ランシー党首は、1割以上の有権者が有権者名簿の不正によって投票できなかった他、実在しない「幽霊」有権者や名前の重複などを利用した人民党による不正選挙として選挙結果の受入れを拒否する姿勢を示している。